# Alexandre Ier MacDonald
Pour les articles homonymes, voir MacDonald.
Alexandre Ier MacDonald (gaélique : Alasdair Óg)(mort en 1299 ou en 1309), seigneur d'Islay &  Seigneur des Îles de 1296 à 1299

## Origine
Alexandre Ier MacDonald dit Alexandre Og (i.ele Jeune)  est le fils aîné est successeur de Angus Mór MacDonald. dès 1291 il prête un serment d'allégeance au roi Édouard Ier d'Angleterre.

## Seigneur des Îles
Alexandre Ier MacDonald devient Seigneur des Îles à la suite de son père l'année même ou le roi Jean d'Écosse doit abandonner son trône. Il reçoit la même année des domaines qui lui étaient disputés par son beau-père Alexandre MacDougall  de Lorne, lorsqu'il prête serment de nouveau à Édouard Ier après la Bataille du pont de Stirling. Le roi d'Angleterre lui témoigne sa confiance en le nommant "Administrateur et Amiral des Îles des L'Ouest". Ces prises de position  l'opposent à ses sujets et servent de prétexte à son frère cadet Angus Og MacDonald seigneur de Kintyre  pour l'expulser  de ses domaines vers 1299.

## Une fin controversée
À l'année 1299 plusieurs Chroniques d'Irlande :  les Annales de Connacht, Annales de Loch Cé, Annales des quatre maîtres, et les Annales d'Ulster ,indiquent qu'un certain  « Alexandre MacDonald est tué dans une bataille particulièrement sanglante contre MacDougall ». Les Annales d'Ulster décrivent l'homme tué comme « l'homme le plus généreux et le plus hospitalier d'Irlande et d'Écosse », et précise qu'il fut tué  avec « un nombre incalculable de ses propres compagnons  abattus autour de lui ». Bien que cet homme soit généralement considérée comme ayant été Alexandre MacDonald Og, une autre hypothèse envisage qu'il soit son oncle homonyme Alexandre Mor MacDonald.
Si Alexandre Og MacDonald est bel et celui qui est tombé au combat contre  MacDougall de 1299, cet affrontement final a été probablement le point culminant  d'un interminable litige juridique débuté en 1292 avec son beau-père Alexandre MacDougall (mort en 1310). Après la mort de ce MacDonald, les sources  indiquent que la direction de la famille échoit à son frère cadet, Angus Og MacDonald. Ainsi, dans une lettre à Edouard Ier d'Angleterre en 1301, Angus Og MacDonald porte le titre de « de Yle » (i.e: d'Islay), et conduit des négociations avec le roi d'Angleterre pour ses proches en son nom.
Le  chroniqueur Jean de Fordun (mort vers 1363), a évoqué la capture d'un « Donald des Iles », et de ce fait il est parfois considéré  qu'Alexandre MacDonald Og a survécu, et qu'il a été capturé en 1308 par Édouard Bruce, comte de Carrick (mort en 1318) au Galloway. Capturé après un combat sur les rives de la Dee il parvient à s'échapper et à fuir en Argyll où il se réfugie dans le château de Sween. Il est pris par Robert Bruce au Château de Dunstaffnage et emprisonné dans le château des Stuart de Dundonald ou il serait mort en 1309 .
La version des événements décrite par  Jean de Fordun est particulièrement  confuse, et il n'existe aucune preuve définitive pour soutenir l'affirmation selon laquelle MacDonald vivait encore au début du XIVe siècle. Il existe également une charte royale, généralement considéré à ce jour comme émise sous le règne de Robert Ier d'Écosse (mort en 1329), en faveur d'un  certain « Alexandre Og Seigneur des Isles ». Il est possible que cet individu  soit un neveu, ou un fils inconnu par ailleurs et successeur partiel d'Angus Og MacDonald.

## Postérité
Alexandre Ier MacDonald avait épousé sa cousine Juliana une petite-fille de Ewen MacDougall de Lorne. Les six fils  du couple sont privés de leurs droits après la déposition de leur père.
- John Dubh ;
- Reginald ;
- Somerlerd ;
- Angus ;
- Godfrey ;
- Charles ;

## Crédits
- (en) Cet article est partiellement ou en totalité issu de l’article de Wikipédia en anglais intitulé « Alexander Og MacDonald, Lord of Islay » (voir la liste des auteurs), édition du 18 mars 2012.

## Sources
- (en)  Mike Ashley The Mammoth Book of British Kings & Queens Robinson (Londes 1998)   (ISBN 1841190969)  « Alexandre (I) ) » p. 536-538  et table généalogique n° 39  p.  537.
- (en) A.A.M. Duncan & A.L. Brown Proceedings of the society, 1956-57. « Argyll and the Isles in the earlier Middle Ages » p. 192-220.
- (en) John L. Roberts  Lost Kingdoms Celtic Scotland and the Middle Ages Edinburgh University Press (Edinburgh 1997)  (ISBN 0748609105). p.  112,129,130142-143 et table généalogique 5.2 p. 99.